# Клэркасл

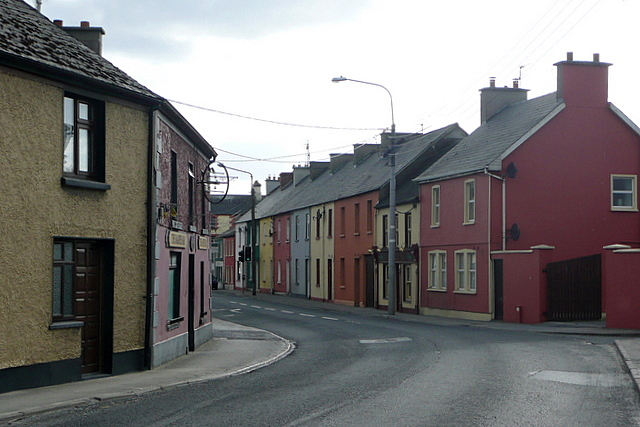
Главная улица

Клэркасл (англ. Clarecastle; ирл. Droichead an Chláir) — деревня в Ирландии, находится в графстве Клэр (провинция Манстер).